# Coppa del Brasile 2018 (pallavolo femminile)
La Coppa del Brasile 2018 si è svolta dal 14 al 19 gennaio 2018: al torneo hanno partecipato 8 squadre di club brasiliane e la vittoria finale è andata per la seconda volta all'Osasco.

## Regolamento

### Formula
Le squadre hanno disputato quarti di finale in gara unica, accoppiate col metodo della serpentina e in casa delle quattro formazioni meglio classificate al termine del girone di andata di Superliga Série A 2017-18; le formazioni vincenti hanno poi disputato una final-4, con semifinali e finale in gara unica.

### Criteri di classifica
Se il risultato finale è stato di 3-0 o 3-1 sono stati assegnati 3 punti alla squadra vincente e 0 a quella sconfitta, se il risultato finale è stato di 3-2 sono stati assegnati 2 punti alla squadra vincente e 1 a quella sconfitta.
Per determinare la classifica dalla 5ª all'8ª posizione e dalla 3ª alla 4ª posizione, si tiene conto del numero di punti ottenuto rispettivamente dalle quattro formazioni eliminate ai quarti di finale e dalle due formazioni eliminate nelle semifinali durante la fase di qualificazione (i quarti di finale). In caso di parità, l'ordine del posizionamento in classifica è stato definito in base all'indice tecnico, i cui criteri sono:
- Punti;
- Ratio dei set vinti/persi;
- Ratio dei punti realizzati/subiti.
- Scontro diretto;
- Sorteggio[1].

In caso di walkover, la formazione qualificata al turno successivo è considerata vincitrice per 3-0 (25-0, 25-0, 25-0).

## Squadre partecipanti
| Squadra        | Qualificazione                                      |
| -------------- | --------------------------------------------------- |
| Barueri        | 6ª al girone di andata di Superliga Série A 2017-18 |
| Fluminense     | 5ª al girone di andata di Superliga Série A 2017-18 |
| Minas          | 4ª al girone di andata di Superliga Série A 2017-18 |
| Osasco         | 3ª al girone di andata di Superliga Série A 2017-18 |
| Pinheiros      | 7ª al girone di andata di Superliga Série A 2017-18 |
| Praia Clube    | 1ª al girone di andata di Superliga Série A 2017-18 |
| Rio de Janeiro | 2ª al girone di andata di Superliga Série A 2017-18 |
| São Caetano    | 8ª al girone di andata di Superliga Série A 2017-18 |

## Torneo

### Tabellone
|  | Quarti | Quarti         | Quarti |  |   | Semifinali     | Semifinali | Semifinali |  |   | Finale      | Finale | Finale |
|  |        |                |        |  |   |                |            |            |  |   |             |        |        |
|  | 1      | Praia Clube    | 3      |  |   |                |            |            |  |   |             |        |        |
|  | 1      | Praia Clube    | 3      |  |   |                |            |            |  |   |             |        |        |
|  | 8      | São Caetano    | 0      |  |   |                |            |            |  |   |             |        |        |
|  | 8      | São Caetano    | 0      |  | 1 | Praia Clube    | 3          |            |  |   |             |        |        |
|  |        |                |        |  | 1 | Praia Clube    | 3          |            |  |   |             |        |        |
|  |        |                |        |  |   | 4              | Minas      | 0          |  |   |             |        |        |
|  | 4      | Minas          | 3      |  |   | 4              | Minas      | 0          |  |   |             |        |        |
|  | 4      | Minas          | 3      |  |   |                |            |            |  |   |             |        |        |
|  | 5      | Fluminense     | 1      |  |   |                |            |            |  |   |             |        |        |
|  | 5      | Fluminense     | 1      |  |   |                |            |            |  | 1 | Praia Clube | 0      |        |
|  |        |                |        |  |   |                |            |            |  | 1 | Praia Clube | 0      |        |
|  |        |                |        |  |   |                |            |            |  |   | 3           | Osasco | 3      |
|  | 2      | Rio de Janeiro | 3      |  |   |                |            |            |  |   | 3           | Osasco | 3      |
|  | 2      | Rio de Janeiro | 3      |  |   |                |            |            |  |   |             |        |        |
|  | 7      | Pinheiros      | 2      |  |   |                |            |            |  |   |             |        |        |
|  | 7      | Pinheiros      | 2      |  | 2 | Rio de Janeiro | 1          |            |  |   |             |        |        |
|  |        |                |        |  | 2 | Rio de Janeiro | 1          |            |  |   |             |        |        |
|  |        |                |        |  |   | 3              | Osasco     | 3          |  |   |             |        |        |
|  | 3      | Osasco         | 3      |  |   | 3              | Osasco     | 3          |  |   |             |        |        |
|  | 3      | Osasco         | 3      |  |   |                |            |            |  |   |             |        |        |
|  | 6      | Barueri        | 0      |  |   |                |            |            |  |   |             |        |        |
|  | 6      | Barueri        | 0      |  |   |                |            |            |  |   |             |        |        |

### Risultati

#### Quarti di finale
| 15 gennaio 2018 Ginásio Oranides do Nascimento, Uberlândia Durata: ? - Spettatori: ?    | Praia Clube    | 3 - 0 | São Caetano | 25-16, 25-16, 25-14               |
| 14 gennaio 2018 Arena Juscelino Kubitschek, Belo Horizonte Durata: ? - Spettatori: ?    | Minas          | 3 - 1 | Fluminense  | 25-15, 23-25, 27-25, 25-20        |
| 15 gennaio 2018 Ginásio do Tijuca Tênis Clube, Rio de Janeiro Durata: ? - Spettatori: ? | Rio de Janeiro | 3 - 2 | Pinheiros   | 23-25, 24-26, 25-19, 25-22, 15-12 |
| 15 gennaio 2018 Ginásio Professor José Liberatti, Osasco Durata: ? - Spettatori: ?      | Osasco         | 3 - 0 | Barueri     | 25-15, 25-20, 25-15               |

#### Semifinali
| 18 gennaio 2018 Ginásio Jones Minosso, Lages Durata: ? - Spettatori: ? | Praia Clube    | 3 - 0 | Minas  | 27-25, 25-14, 25-14        |
| 18 gennaio 2018 Ginásio Jones Minosso, Lages Durata: ? - Spettatori: ? | Rio de Janeiro | 1 - 3 | Osasco | 22-25, 17-25, 25-20, 21-25 |

#### Finale
| 19 gennaio 2018 Ginásio Jones Minosso, Lages Durata: ? - Spettatori: ? | Praia Clube | 0 - 3 | Osasco | 17-25, 17-25, 19-25 |

## Classifica finale
| Pos | Squadre        |
| --- | -------------- |
| 1   | Osasco         |
| 2   | Praia Clube    |
| 3   | Minas          |
| 4   | Rio de Janeiro |
| 5   | Pinheiros      |
| 6   | Fluminense     |
| 7   | Barueri        |
| 8   | São Caetano    |